# СПИД.Центр
Фонд «СПИД.ЦЕНТР» (полное наименование — Фонд помощи людям, живущим с ВИЧ «СПИД.ЦЕНТР») — некоммерческая организация, учреждённая российским журналистом и телеведущим Антоном Красовским и заведующей амбулаторно-поликлиническим отделением Московского областного центра борьбы со СПИДом Еленой Орловой-Морозовой. Декларируемая цель фонда — помощь людям, живущим с ВИЧ и борьба с дискриминацией.

## Миссия и задачи
Цель фонда — добиться того, чтобы люди, живущие с ВИЧ в России, имели такие же качество и продолжительность жизни, как и их сограждане без вируса. Чтобы достичь ее, фонд выполняет следующие задачи:
- Издает СМИ о жизни с ВИЧ, профилактике, вопросах жизни ключевых групп, дискриминации и способах ее снижения, возможности людей с положительным статусом полноценно жить, заботясь о своем физическом и ментальном здоровье и социальном благополучии, а также информирует об этих вопросах совместно с другими изданиями.
- Проводит просветительскую работу во врачебном сообществе, чтобы люди с ВИЧ могли получать качественную, адекватную и недискриминирующую медицинскую помощь.
- Проводит бесплатные и анонимные группы поддержки для людей с ВИЧ, посетители которых обретают силы, навыки и поддержку для принятия статуса и продолжения полноценной жизни.
- Консультируют по вопросам передачи ВИЧ, жизни с вирусом, принципу «Неопределяемый = Непередающийся» («Н = Н»).
- Бесплатно и анонимно тестируют на ВИЧ, чтобы люди, живущие с вирусом, узнавали свой статус.
- Взаимодействуют с органами власти и правозащитниками, чтобы улучшить юридические аспекты жизни с ВИЧ.

## История
В 2014 году журналист Антон Красовский помогал запускать кампанию Московского областного центра по профилактике и борьбе со СПИДом и инфекционными заболеваниями «Новое поколение без ВИЧ», в рамках которой людей призывали пройти тестирование на ВИЧ. Тогда в кампании поучаствовали телеведущие Андрей Малахов и Оксана Пушкина, актеры Елизавета Боярская, Артур Смольянинов, Анатолий Белый, Дарья Мельникова, Полина Кутепова, Юлия Снигирь, Алиса Хазанова и певец Дмитрий Бикбаев.
В феврале 2015 года был запущен сайт spid.center. Изначально он должен был привлечь внимание к проблемам пациентов Подмосковного центра по борьбе со СПИДом, но позже стал самостоятельным СМИ, посвященным проблеме ВИЧ и ориентированным на широкий круг читателей.
В ноябре 2015 года была запущена общественно-просветительская кампания «Не бойся, мы с тобой» в поддержку людей, живущих с ВИЧ. Ее главными лицами стала семья певца и бывшего участника группы «Чай вдвоём» Станислава Костюшкина. Её продолжением стал проект «Не бойся» — совместная инициатива «СПИД.ЦЕНТРа» и телеканала «Дождь», стартовавшая 1 марта 2016 года.
Фонд «СПИД.ЦЕНТР» был учреждён в июле 2016 года Антоном Красовским и заведующей амбулаторно-поликлиническим отделением Московского областного центра борьбы со СПИДом Еленой Орловой-Морозовой. В задачи фонда входит помощь ВИЧ-положительным людям и информирование населения о проблемах ВИЧ и СПИД. Уже в сентябре того же года «СПИД.ЦЕНТР» стал победителем премии проекта «Сноб» «Сделано в России — 2016» в номинации «Социальный проект».
Сотрудничество «СПИД.ЦЕНТРа» и «Дождя» продолжилось в сентябре 2016 года в проекте «Моя ВИЧ-история» — серии роликов, в которых ВИЧ-позитивные люди рассказывали об опыте принятия своего диагноза. Первого декабря 2016 года Московский областной центр по борьбе со СПИДом запустил рекламную кампанию «Не бойся говорить и жить», рассказывающую о жизни людей с ВИЧ-статусом. Ролики для телевидения были созданы при поддержке «СПИД.ЦЕНТРа».
В феврале 2017 года фонд открыл офис в пространстве Artplay.
В апреле 2019 года фонд открыл филиал в Нижнем Новгороде.
21 августа 2020 года был открыт филиал фонда в Санкт-Петербурге по адресу Литейный проспект, 41.
С лета 2022 года фонд в Санкт-Петербурге находится по новому адресу - Лиговский проспект дом 50 литера Д, 2-й этаж, 2-й подъезд
17 декабря 2020 в помещение фонда пришли сотрудники полиции и попытались провести проверку деятельности организации.
Депутат Государственной Думы Виталий Милонов пытался бороться против ВИЧ-активистов и «СПИД.Центра» из-за якобы «пропаганды гомосексуализма», отмечая, что «руководит центром гей на передержке Красовский — заразившийся, как и все педерасты, СПИДом сам».

## Попечительский совет
В попечительский совет фонда входят шесть человек:
- Александр Пронин, главный врач Московского областного центра по борьбе со СПИДом, кандидат медицинских наук;
- Оксана Пушкина, журналист, депутат Государственной думы VII созыва, заместитель председателя комитета по вопросам семьи, женщин и детей;
- Константин Добрынин, статс-секретарь федеральной палаты адвокатов, старший партнер коллегии адвокатов Pen&Paper;
- Павел Лобков, журналист, экс-ведущий программ на телеканале «Дождь», кандидат биологических наук;
- Григорий Каминский, доктор медицинских наук;
- Евгения Жукова, заведующая отделом эпидемиологии Московского областного центра по борьбе со СПИДом.

## Проекты фонда
- Тестирование. В филиалах фонда можно ежедневно сдать бесплатно и анонимно тест на ВИЧ. Для ключевых групп доступно тестирование на гепатит C и сифилис.
- Vera HIV Med School. Просветительский проект фонда. На каждую школу производится отбор 25 медицинских студентов, ординаторов и молодых врачей из разных регионов России и стран региона Восточной Европы и Центральной Азии. Конечной целью проекта является повышение уровня осведомленности будущих врачей по теме ВИЧ-инфекции и снижение уровня дискриминации в сфере здравоохранения.
- Аптечка. Филиал фонда в Москве готов бесплатно предоставить препараты антиретровирусной терапии для лечения или постконтактной профилактики ВИЧ в случае экстренной необходимости.
- Группы поддержки. На регулярной основе в филиалах фонда проходят группы поддержки для людей, живущих с ВИЧ; для трансгендерных людей; для дискордантых пар. На базе фонде проходят встречи анонимных наркоманов и взрослых детей-алкоголиков.
- Психологическая помощь. Фонд в Москве предлагает бесплатные психологические консультации для людей, живущих с ВИЧ, — в первую очередь для тех, кто недавно узнал о своем статусе.
- Информационная линия. На базе фонда действует информационная линия, где можно получить профессиональную консультацию.
- Конферения PROHIV. Крупнейшая в СНГ конференция по теме ВИЧ-инфекции.
- Филиал фонда в Нижнем Новгороде.
- Филиал фонда в Санкт-Петербурге.